# 호소에정
호소에정(細江町)은 시즈오카현 이나사군에 설치되었던 정이다.

## 지리
과거 도토미국 서부에 위치하며 시즈오카 현을 삼분할할 때는 시즈오카 현 서부로 구분된다.

## 역사
- 1955년 4월 1일 - 이나사군 게카촌, 나카가와촌이 합병해 오소에정이 성립하였다.
- 2005년 7월 1일 - 주변 11개 시정촌과 함께 하마마쓰시에 편입돼 자치체로서의 호소에정은 폐지되었다.

## 교통

### 도로
- 국도 제257호선
- 국도 제362호선

### 철도
- 덴류하마나코 철도
  - 덴류하마나코 선